# Ryūsei Shimodō
Ryūsei Shimodō (japanisch 下堂 竜聖 Shimodō Ryūsei; * 17. April 1996 in der Präfektur Kagoshima) ist ein japanischer Fußballspieler.

## Karriere
Ryūsei Shimodō erlernte das Fußballspielen in der Schulmannschaft der Rissho University Shonan High School sowie in der Universitätsmannschaft der Universität Fukuoka. Seinen ersten Vertrag unterschrieb er am 1. Februar 2019 beim Kōchi United SC. Der Verein aus Kōchi spielte in der Shikoku Soccer League. Am Ende der Saison wurde er mit Kōchi Meister und stieg in die vierte Liga auf. Im Januar 2022 wechselte er in die dritte Liga. Hier schloss er sich dem Vanraure Hachinohe an. Sein Drittligadebüt für den Verein aus Hachinohe gab Ryusei Shimodo am 13. März 2022 (1. Spieltag) im Auswärtsspiel gegen Tegevajaro Miyazaki. Hier stand er in der Startelf und spielte die kompletten 90 Minuten. Tegevajaro gewann das Spiel 2:0. In der Saison 2022 bestritt er 19 Drittligaspiele. Zu Beginn der Saison 2023 wechselte er zu dem ebenfalls in der dritten Liga spielenden Kataller Toyama. Hier stand er bis Mitte 2024 unter Vertrag. Für den Verein aus Toyama bestritt er 26 Ligaspiele. Im Juli 2024 unterschrieb er in Yamaguchi einen Vertrag beim Zweitligisten Renofa Yamaguchi FC.

## Erfolge
Kōchi United SC
- Shikoku Soccer League: 2019  ▲